# Embalse del Infierno
Embalse del Infierno är en reservoar i Spanien. Den ligger i den spanska exklaven och autonoma staden Ceuta i Nordafrika. Embalse del Infierno ligger 63 meter över havet och dess area är 8 hektar.
Embalse del Infierno tillflöden är bland annat vattendragen Barranco de Topete och Barranco del Infierno. En halv kilometer norrut ligger reservoaren Embalse del Renegado.